# Al-Qadisiyah FC
Al-Qadsiah (arabă نادي القادسية) este un club de fotbal din Khobar, Arabia Saudită, care joacă în Liga Profesionistă din Arabia Saudită, categoria maximă al fotbalului din această țară.
Al-Qadsiah a participat regulat și neîntrerupt în Prima Ligă din Arabia Saudită încă de la începutul ei în sezonul inaugural 1976-77. Cel mai bun sezon al echipei în eșalonul de elită a fost consemnat în sezonul 1980-1981, când a terminat pe locul 3. Cea mai reușită perioadă a lui Al-Qadsiah din istoria sa a avut loc la începutul anilor 1990, când au câștigat Cupa Coroanei Prințului din 1991-92 împotriva lui Al-Shabab cu 4–2 la penalty-uri, acesta fiind primul trofeu major cucerit.
În urma triumfului în Cupa Coroanei Prințului, Al Qadsiah s-a calificat în Cupa Cupelor Asiei, unde a ajuns până în finală unde a înfruntat echipa South China AA, pe care a învins-o cu 6-2 la total, cucerind astfel trofeul în sezonul 1993–94. În același sezon, au câștigat și Cupa Federației Saudite 1993–94, învingând Al-Nassr cu 2-0 în finală.
După 21 de sezoane consecutive în competiția de elită, clubul a retrogradat pentru prima dată în istoria sa în sezonul 1996–97.
După prima retrogradare a clubului, Al-Qadsiah a devenit inconsecventă în performanțe, făcând tranziția între divizii cu cinci promovări și retrogradări din sezonul 1999-2000.

## Titluri
- Cupa Coroanei Prințului: 1
  - Campion : 1992.
- Cupa Federației Arabiei Saudite: 1
  - Campion : 1994.
- Cupa Cupelor Asiei: 1
  - Campion : 1994

## Lotul actual
La 21 iulie 2025.
| Nr. |                | Poziție | Jucător              |
| --- | -------------- | ------- | -------------------- |
| 1   | Belgia         | P       | Koen Casteels        |
| 2   | Arabia Saudită | F       | Mohammed Aboulshamat |
| 4   | Arabia Saudită | F       | Jehad Thakri         |
| 5   | Argentina      | M       | Ezequiel Fernández   |
| 6   | Spania         | F       | Nacho                |
| 7   | Arabia Saudită | M       | Turki Al-Ammar       |
| 8   | Uruguay        | M       | Nahitan Nández       |
| 11  | Arabia Saudită | M       | Ali Hazazi           |
| 12  | Arabia Saudită | F       | Mohammed Al-Shanqiti |
| 14  | Arabia Saudită | A       | Saif Rashad          |
| 15  | Arabia Saudită | M       | Hussain Al-Qahtani   |
| 16  | Arabia Saudită | M       | Yahya Gharwi         |
| 17  | Uruguay        | F       | Gastón Álvarez       |
| 18  | Arabia Saudită | M       | Haitham Asiri        |
| 21  | Arabia Saudită | M       | Naif Al-Ghamdi       |

| Nr. |                | Poziție | Jucător                |
| --- | -------------- | ------- | ---------------------- |
| 23  | Arabia Saudită | F       | Abdullah Hassoun       |
| 24  | Arabia Saudită | F       | Mohammed Qassem        |
| 28  | Arabia Saudită | P       | Ahmed Al-Kassar        |
| 30  | Spania         | A       | Iker Almena            |
| 33  | Mexic          | A       | Julián Quiñones        |
| 35  | Arabia Saudită | M       | Salman Al-Messawi      |
| 39  | Arabia Saudită | M       | Abdulrahman Al-Dawsari |
| 40  | Arabia Saudită | M       | Ibrahim Mahnashi       |
| 66  | Arabia Saudită | A       | Abdulaziz Al-Othman    |
| 77  | Arabia Saudită | A       | Yasser Daribi          |
| 87  | Arabia Saudită | F       | Qassem Lajami          |
| 88  | Spania         | M       | Cameron Puertas        |
| 96  | Arabia Saudită | M       | Hussain Al-Nattar      |
|     | Ghana          | A       | Christopher Bonsu Baah |
|     | Italia         | A       | Mateo Retegui          |

## Jucători notabili
- Hussein Al-Sadiq
- Yasser Al-Qahtani
- Mohammad Kassas